# Luca Marenzio
Luca Marenzio (n. 1553, Brescia — d. 1599, Roma) a fost un compozitor italian renascentist.
Luca Marenzio și-a desfășurat o mare parte din activitate la Roma, unde a și deținut funcții importante în slujba unor cardinali. A fost extrem de admirat ca autor de madrigaluri, fiind supranumit compozitorul divin.
A fost un strălucit exponent al tehnicii madrigalismelor, ilustrând foarte sugestiv idei sau cuvinte ale textului, prin procedee componistice specifice. A adoptat în compozițiile sale un stil mai cromatic decât se obișnuia în vremea respectivă. A avut tendința de a abandona modurile, în favoarea scărilor minore și majore. Astfel, el a deschis calea către noua Școală Monteverdiană
A compus:
- Muzică religioasă: mise, motete, Sacri concenti.
- Muzică laică : 500 de madrigale (9 volume), ,,Villanelle ed arie alla napolitana’’ ( 5  volume).

## Muzica
În timp ce Marenzio a scris unele muzici sacre în formă de motete, și madrigali spirituali (madrigale pe baza textelor religioase), marea majoritate a operei sale, și moștenirea sa de lungă durată, o reprezintă numărul foarte mare de madrigale realizate. Ele pot varia enorm în stil, tehnică și ton de-a lungul celor două decenii ale carierei sale. Pentru Marenzio, fiecare text madrigal a prezentat propriile sale probleme, pe care le-a rezolvat strict în ceea ce privește fiecare text în parte: prin urmare, nu există un „ stil Marenzio”. A folosit întregul repertoriu de dispozitive armonice, texturale, și retorice disponibile pentru un compozitor de la sfârșitul secolului al XVI-lea. Fiecare text madrigal, a fost pentru el o provocare de traducere: cuvântul tipărit în muzică. Până la sfârșitul carierei sale a fost unul dintre cei mai influenți compozitori de madrigal din Europa, iar madrigalele sale anterioare au devenit model pentru noua școală de compoziție de madrigal în Anglia.
Marenzio a publicat 24 de cărți de madrigale și forme asemănătoare, inclusiv o carte de madrigali spirituali; este posibil să mai fi realizat o carte, dar aceasta nu a mai supraviețuit. Nouă dintre colecții sunt pentru cinci voci, șase sunt pentru șase voci, două sunt pentru patru voci, una este pentru patru-șase voci, iar celelalte cinci sunt cărți de villanella, o formă mai ușoară populară la sfârșitul secolului al XVI-lea, realizată doar pentru trei voci. În plus față de muzică laică, el a publicat două cărți de motete, dintre care una s-a pierdut, o carte de antifoane (acum pierdută), și o carte de Sacrae cantiones pentru cinci-șapte voci. Aproape toate lucrările sale au fost inițial publicate în Veneția, cu excepția madrigali spirituali, care a apărut la Roma.
Marenzio a realizat șaptesprezece cărți de madrigale între 1580 și 1589, care includ unele din cele mai expresive, variate și importante lucrări în literatura madrigalului. Cele mai multe dintre madrigale sunt pentru cinci voci, dar el a scris de asemenea, multe pentru patru și șase voci. În toate madrigale lui, Marenzio prezintă cea mai apropiată relație de text și muzică prin utilizarea contrapunctului imitativ, textura cordală și recitativă. [9] în plus a compus și canzonette și villanelle. Aproape 500 de compoziții distincte au supraviețuit. Stilistic, compozițiile sale arată o creștere a gravității tonului, dar în toate perioadele a fost capabil să realizeze unele dintre cele mai uimitoare compoziții unice, uneori într-o singură frază; rareori muzica sa pare neunificată, deoarece a urmat îndeaproape textele poemelor care au fost cântate. În timpul ultimului său deceniu nu numai că a scris din ce în ce mai serios, chiar muzică sumbră, dar a experimentat cu cromaticismul într-un mod îndrăzneț depășit doar de Gesualdo. [10] În madrigalul O voi che sospirate a miglior note) el a modulat complet în jurul cercului cincimi într-o singură frază, folosind grafii enharmonic în termen de acorduri unice (de exemplu, simultan C și D ascuțite plat), imposibil de cântat cu excepția cazului în apropiere unele de temperament egal este respectată.
Chiar mai mult caracteristică a stilului său, și o caracteristică definitorie a madrigalului ca gen, este utilizarea figuralismului: tehnică de oglindire în muzică a unui anumit cuvânt, o expresie sau a unui joc de cuvinte implicate în ceea ce este în curs de cântat. Un exemplu evident ar fi o setare de frază "scufundarea în mare" la o serie descrescătoare a notelor, sau care însoțește cuvântul "angoasă", cu o coardă disonantă, urmată de o rezoluție nesatisfăcătoare.
Marenzio a fost adesea menționat ca "compozitor divin" sau "cea mai dulce lebădă" de către succesorii săi. Ca mulți dintre contemporanii săi, el a utilizat pastorale și poeme de dragoste ale unor poeți italieni bine cunoscuți, cum ar fi Dante și Petrarca, dar puține texte stabilit ca atenție potențialului lor expresiv plin așa cum a făcut Marenzio. Folosind imagini vii, exprimate prin figuralism, el a subliniat emoțiile și stările specifice cuprinse în poezie. În consecință, istorici susțin că Marenzio a dus madrigalul italian în punctul cel mai înalt de dezvoltare artistică și tehnică.
1. ↑  Luca Marenzio, Find a Grave, accesat în 9 octombrie 2017
2. ↑  Luca Marenzio, Store norske leksikon
3. ↑  Autoritatea BnF, accesat în 10 octombrie 2015
4. ↑  Luca Marenzio, Musicalics
5. ↑  Luca Marenzio, SNAC, accesat în 9 octombrie 2017
6. ↑  CONOR.SI[*] Verificați valoarea |titlelink= (ajutor)
7. ↑  IdRef, accesat în 5 martie 2020